# Národní ozbrojené síly

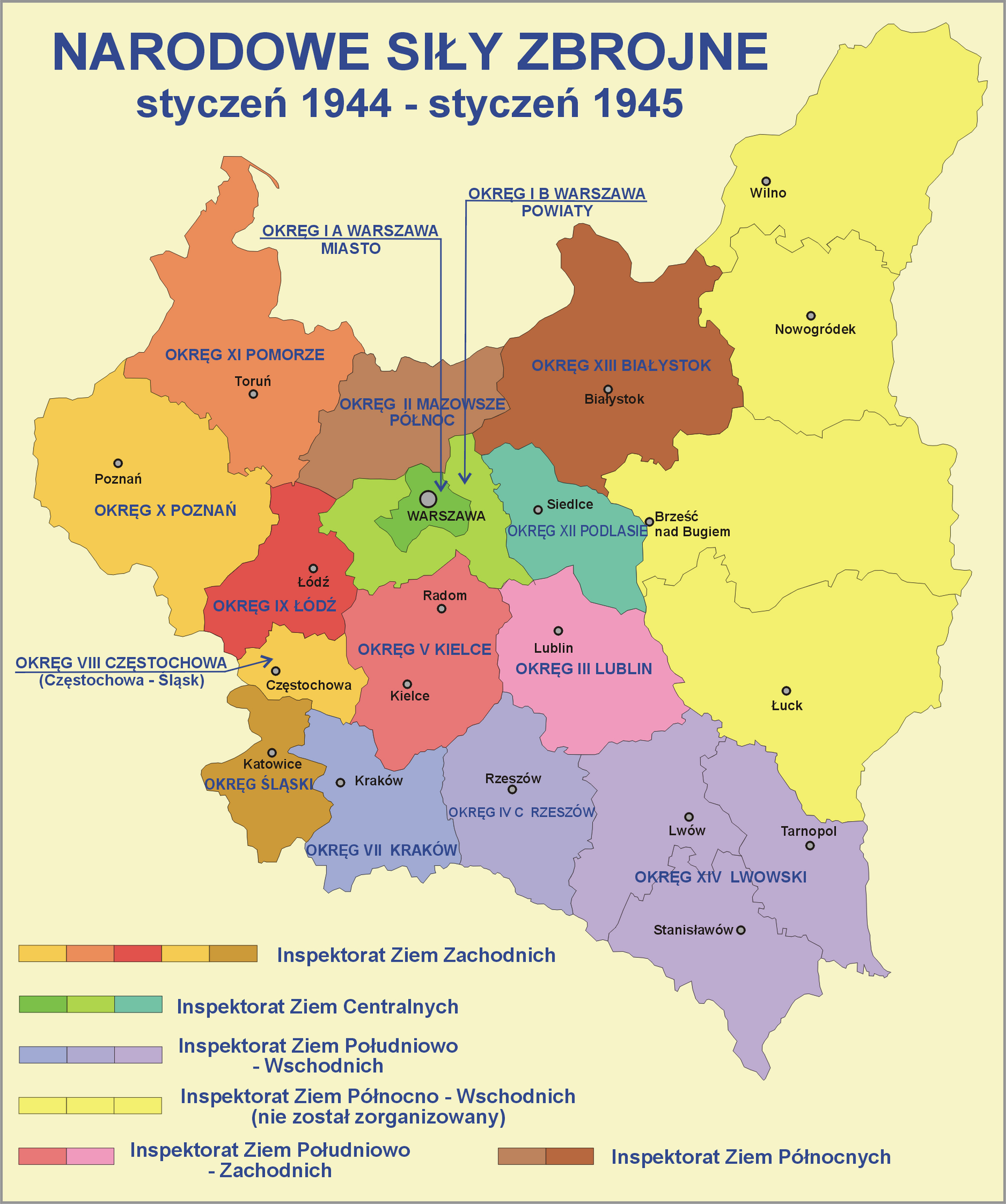
Územní struktura a organizace NOS

Národní ozbrojené síly (NOZ, polsky Narodowe siły zbrojne) byla tajná polská antisovětská a antifašistická polovojenská organizace, jež byla za druhé světové války součástí polského odboje. Její příslušníci bojovali proti nacistické okupaci Polska v takzvaném Generálním gouvernementu a později proti prosovětskému loutkovému státu známému jako Polská lidová republika.

## Historie
Organizace Národní ozbrojené síly vznikla 20. září 1942 spojením Vojenské organizace svazek Ještěrky (Organizacja Wojskowa Związek Jaszczurczy) a části Národní vojenské organizace (Narodowa Organizacja Wojskowa). V době své největší síly čítala 70 000 až 75 000 mužů. Stala se tak třetí největší organizací polského odboje po Zemské armádě (Armia Krajowa) a Rolnických batalionech (Bataliony Chłopskie). Jednotky NOZ se zúčastnily varšavského povstání.
V březnu 1944 se NOZ rozdělily na dvě části. Umírněnější část přešla pod velení Zemské armády, zatímco zbytek, jenž vešel ve známost jako NOZ-ZJ (ZJ = "Związek Jaszczurczy" neboli Svazek Ještěrky), prováděl operace proti polským a židovským členům komunistické tajné policie, proti sovětským NKVD a Směrš a proti některým bývalým vlastním velitelům.